# Châtaincourt
Châtaincourt é uma comuna francesa na região administrativa do Centro, no departamento Eure-et-Loir. Estende-se por uma área de 14,81 km². Em 2010 a comuna tinha 242 habitantes (densidade: 16,3 hab./km²).